# Дивись уперед. Надійний шлях до омріяного життя
Дивись уперед. Надійний шлях до омріяного життя (англ. Living Forward: A Proven Plan to Stop Drifting and Get the Life You Want by Michael Hyatt, Daniel Harkavy) - книжка автора світових бестселерів Майкла Гаята та коуча Даніела Гаркаві. Вперше опублікована в 2016 році, в тому ж році перекладена українською мовою видавництвом «Наш формат».

## Огляд книги
Чи задоволені ви своїм життям? Ви знаєте куди і навіщо рухаєтесь? Що змушує вас прокидатись вранці та йти на роботу? У вас є чіткий план дій?
Життя нам дається один раз. І те що ми робимо з ним - це суто наш вибір. Чи пливемо просто за течією і зрештою гадки не маємо про те, як нам вдалось дістатись визначеного місця, або витискаємо максимум з кожного дня, що сприймаємо як дар?
А що якби ми проживали день як частину грандіозного плану на шляху до своєї мети? Саме цьому навчають нас автори - спроектувати життя, переслідуючи чітку кінцеву мету, визначивши наперед бажані результати та засоби їхнього досягнення. В цій покроковій інструкції автори діляться дієвими принципами, що допоможуть читачу створити простий та водночас ефективний план перетворення бажаного на реальність.  [Архівовано 17 грудня 2018 у Wayback Machine.]
Більшість людей бажають прожити вагоме життя, повне веселощів та задоволення, але в щоденній метушні можна втратити, на перший погляд, непохитний ентузіазм. Так звані «щурячі перегони» в напрямку в нікуди роблять нас в кінці шляху розчарованими та незадоволеними. 
Кожен з 10 розділів висвітлює окремий елемент процесу планування, який є актуальним та гармонійно доповнює інший. Протягом 24 годин після прочитання книги вам вдасться побачити картину куди саме ви хочете рухатись та чому. Сторінки пронизані натхненням, яке допоможе вам визначити життєві цілі та пріоритети та не зійти з наміченого шляху. 
«Успіх не приходить сам по собі… В книжці автори пояснюють як створити чіткий план, аби зажити омріяним життям», - Ентоні Роббінс, СЕО ANTHONY ROBBINS COMPANIES [Архівовано 31 серпня 2017 у Wayback Machine.].  [Архівовано 29 травня 2022 у Wayback Machine.]

## Переклад українською
- Гаят Майкл, Гаркаві Даніел. Дивись уперед. Надійний шлях до омріяного життя / пер. Наталія Кошманенко. К.: Наш Формат, 2016. —  176 с. — ISBN 978-617-7279-91-3